# Ero laeta
Espèce
Ero laeta est une espèce d'araignées aranéomorphes de la famille des Mimetidae.

## Distribution
Cette espèce se rencontre en Espagne en Andalousie dans le parc naturel de Cabo de Gata-Níjar et au Portugal en Algarve,,.

## Description
La carapace du mâle holotype mesure 1,62 mm de long sur 1,23 mm et l'abdomen 1,86 mm de long sur 1,27 mm.
Les femelles mesurent de 4,0 à 4,4 mm

## Publication originale
- Barrientos, Moya, García-Sarrión, Uribarri, Melic, Prieto, Moraza & Zaragoza, 2017 : Arácnidos del Parque Natural de Cabo de Gata-Níjar (Almería, España). Revista Ibérica de Aracnología, vol. 30, p. 107-138.